# Mamut (film 2009)
Mamut (ang. Mammoth) – szwedzko-duńsko-niemiecki dramat filmowy z 2009 roku w reżyserii Lukasa Moodyssona.

## Fabuła
Leo i Ellen są parą odnoszących sukcesy nowojorczyków, z którymi ich ośmioletnia córka ma słabszy kontakt niż ze swoją filipińską nianią, Glorią. Gdy Leo musi pilnie udać się w interesach do Tajlandii, korzysta z usług tamtejszej prostytutki, która okazuje się matką samotnie wychowującą córeczkę. W tym samym czasie przebywający na Filipinach dziesięcioletni syn Glorii, Salvador, tęskni za nią i poszukuje pracy zarobkowej, by matka mogła wrócić do domu, co przynosi tragiczne konsekwencje.

## Obsada
- Gael García Bernal − Leo Vidales
- Michelle Williams − Ellen Vidales
- Marife Necesito − Gloria
- Sophie Nyweide − Jackie Vidales
- Tom McCarthy − Robert "Bob" Sanders
- Run Srinikornchot − Cookie
- Jan Nicdao − Salvador
- Martin Delos Santos − Manuel
- Maria del Carmen − Grandmother
- Perry Dizon − wujek Fernando
- Joseph Mydell − Ben Jackson
- Doña Croll − Alice
- Caesar Kobb − Anthony
- Matthew James Ryder − kolega Boba Sandersa
- Piromya Sootrak − córka Cookie
- Pasakorn Mahakanok − Pom
- Thanita Nitna-na-nan − Pim

## Produkcja
Zdjęcia do filmu kręcono na terenie czterech krajów: Stanów Zjednoczonych (Nowy Jork), Szwecji (Trollhättan), Tajlandii (Ko Lanta) oraz Filipin (Sabtang i Subic Bay na wyspie Luzon).